# Liste der Provinzen von Nordkorea

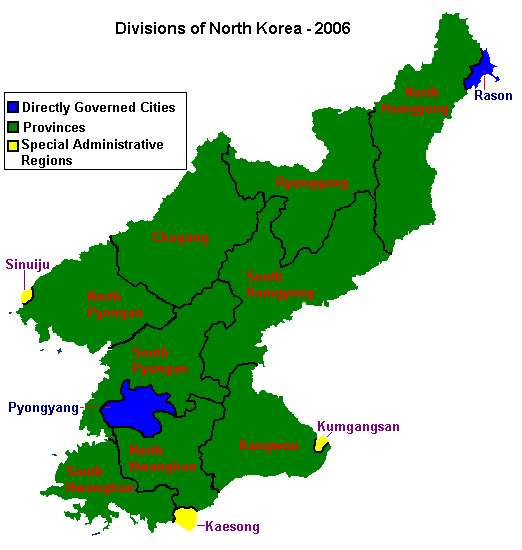
Karte der Provinzen in Nordkorea (grün)

Dies ist eine Liste der Provinzen Nordkoreas.
Nordkorea ist in neun Provinzen unterteilt.  
Eine Provinz (도, 道) stellt die höchste Verwaltungseinheit des Landes dar.

## Liste
Die Bevölkerungszahlen stammen aus dem Zensus aus dem Jahr 2008. Darüber hinaus leben zusätzlich 702.372 Menschen in Militärcamps. 
| Name           | Hangul   | Hanja    | ISO   | Bevölkerung | Gebietsgröße (km²) | Bevölkerungsdichte (/km²) | Hauptstadt |
| -------------- | -------- | -------- | ----- | ----------- | ------------------ | ------------------------- | ---------- |
| Chagang-do     | 자강도   | 慈江道   | KP-04 | 1.299.830   | 16.765             | 77,5                      | Kanggye    |
| Hamgyŏng-pukto | 함경북도 | 咸鏡北道 | KP-09 | 2.327.362   | 15.980             | 145,6                     | Ch’ŏngjin  |
| Hamgyŏng-namdo | 함경남도 | 咸鏡南道 | KP-08 | 3.066.013   | 18.534             | 165,4                     | Hamhŭng    |
| Hwanghae-pukto | 황해북도 | 黃海北道 | KP-06 | 2.113.672   | 8.153,7            | 259,2                     | Sariwŏn    |
| Hwanghae-namdo | 황해남도 | 黃海南道 | KP-05 | 2.310.485   | 8.450,3            | 273,4                     | Haeju      |
| Kangwŏn-do     | 강원도   | 江原道   | KP-07 | 1.477.582   | 11.091             | 133,2                     | Wŏnsan     |
| P’yŏngan-pukto | 평안북도 | 平安北道 | KP-03 | 2.728.662   | 12.680,3           | 215,2                     | Sinŭiju    |
| P’yŏngan-namdo | 평안남도 | 平安南道 | KP-02 | 4.051.696   | 11.890,6           | 340.7                     | P’yŏngsŏng |
| Ryanggang-do   | 량강도   | 兩江道   | KP-10 | 719.269     | 13.880             | 51.8                      | Hyesan     |